# 欧比尼欧巴克
欧比尼欧巴克（法語：Aubigny-au-Bac，法語發音：[obiɲi o bak]）是法国上法蘭西大區北部省的一个市镇，属于杜埃区。

## 地理
欧比尼欧巴克（50°15'45"N, 3°9'52"E）面积5.16 平方千米，位于法国上法蘭西大區北部省，该省份为法国最北部的省份及最长的省份，西北濒北海，西接加来海峡省，南至埃纳省和索姆省，东与比利时接壤。
与欧比尼欧巴克接壤的市镇（或旧市镇、城区）包括：布吕内蒙、瓦西勒韦尔热、欧邦舍勒欧巴克、比尼库尔、费尚、弗雷桑、弗雷西。

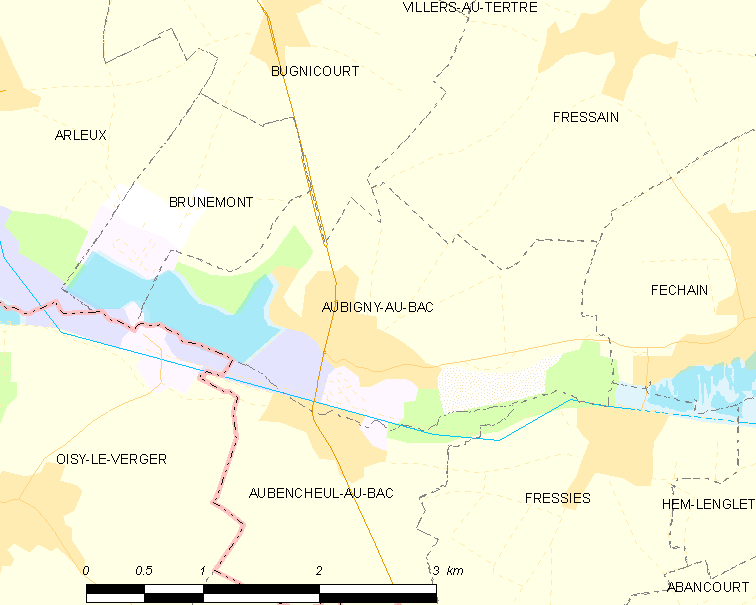
欧比尼欧巴克的OSM定位图

欧比尼欧巴克的时区为UTC+01:00、UTC+02:00（夏令时）。

## 行政
欧比尼欧巴克的邮政编码为59265，INSEE市镇编码为59026。

## 政治
欧比尼欧巴克所属的省级选区为阿尼什县。

## 人口

1962-2008年间欧比尼欧巴克人口变化图示

欧比尼欧巴克于2022年1月1日时的人口数量为1167人。